# 178294 Wertheimer
178294 Wertheimer è un asteroide della fascia principale. Scoperto nel 1990, presenta un'orbita caratterizzata da un semiasse maggiore pari a 2,4827828 UA e da un'eccentricità di 0,2492844, inclinata di 3,23785° rispetto all'eclittica.